# Virginia Grace
Virginia Grace   (Nova York, 9 de gener de 1901 - Atenes, 22 de maig de 1994) va ser una arqueòloga estatunidenca que va treballar durant tota la vida estudiant àmfores i els segells de les seves nanses del període hel·lenístic en el món mediterrani, contenidores de vi i oli. La seva tasca consistia a revisar i registrar àmfores de jaciments de la Mediterrània oriental. Els seus arxius de recerca suposen la fundació d'un arxiu únic de recipients (en total uns 150.000 registres) de tot el món antic, què els investigadors i investigadores segueixen enriquint.
Gràcies a ella i el seu treball, les àmfores s'utilitzen per datar amb gran exactitud contextos arqueològics i serveixen com un indicador primari per rastrejar i entendre el comerç antic a la Mediterrània.

## Joventut i educació
Virginia Grace va néixer el 9 de gener de 1901 a la ciutat de Nova York. Era la segona filla de cinc de Lee Ashley i Virginia Fitz-Randolph, una família benestant, ja que el seu pare es dedicava a la importació de cotó.
Virginia va acudir a Brearley School, on durant cinc anys va estudiar llatí i grec. Es va graduar cum laude en Grec i Anglès el 1922 a la Bryn Mawr College. Després, va prendre el treball de la seva germana gran breument en el Museu Metropolità d'Art, a la col·lecció de pintures i dibuixos. El 1923 va emprendre un viatge per la Mediterrània amb el seu germà petit, en el qual va visitar Egipte i Sicília. Els tres anys següents els va dedicar a donar classes d'anglès en un institut públic de Nova York, matemàtiques en el seu antic col·legi (Brearley School), i va ser tutora privada d'un estudiant de setè grau en un ranxo de Califòrnia.
En 1927 va tornar al Bryn Mawr, intercalant els seus estudis amb un any a l'Escola Americana d'Estudis Clàssics d'Atenes. Aquí es va formar en epigrafia, religió i escultura grega, així com topografia atenesa i el període prehistòric grec. El 1930 va rebre el seu grau M. A. Arqueologia Clàssica i el 1934 va assolir el grau de doctora a partir del seu treball amb els segells d'àmfores.

## Treball arqueològic i la Segona Guerra Mundial
Virgina Grace va excavar entre 1930 i 1934 a Pèrgam, Halesa, i tombes a Lapithos a Xipre. El 1935 va treballar en les excavacions de Tarsus (Turquia) de Bryn Mawr a Turquia. El 1936 va ser triada becària d'investigació a l'Àgora d'Atenes. Aquí és on va començar el seu projecte sobre els segells de les àmfores que va dur a terme durant tota la seva vida. Per a això, també va estudiar les col·leccions d'àmfores de Delos, Alexandria, Tassos i Rodes. Per finançar-se, ja que no era suficient amb el que rebia, va demanar i va guanyar dues beques Guggenheim per avançar en la seva investigació, la primera d'elles el 1938.
Amb l'esclat de la Segona Guerra Mundial, va seguir treballant a Xipre, Egipte i Palestina i, quan la guerra va arribar a la Mediterrània, va decidir tornar als Estats Units. Es va embarcar en l'últim vaixell estatunidenc permès, l'Excalibur, però finalment va deixar la seva plaça a la mare d'una menor d'edat que no podia viatjar sola. Va romandre a Atenes treballant fins que la guerra va arribar a Grècia, per la qual cosa es va traslladar a Xipre, on va mantenir fora de perill els resultats de les seves investigacions. En els anys posteriors va treballar amb el Departament d'Estat dels Estats Units, aportant els seus coneixements per guanyar la guerra al Departament de Guerra. Entre 1944 i 1945 va formar part de l'Oficina de Serveis Estratègics (OSS) per als assumptes de Grècia a Istanbul, Esmirna, El Caire i al Museu Nacional d'Atenes.
Després de la guerra va tornar als Estats Units, disposada a seguir treballant amb l'OSS. No obstant això, van prescindir d'ella, així que va continuar amb el projecte de les àmfores, primer a l'Institut d'Estudis Avançats de Princenton entre 1945 i 1948. A partir de 1949, va tornar a Grècia, on va seguir investigant al Museu Nacional d'Atenes i en altres punts de país en col·laboració amb l'Escola Francesa d'Atenes i diversos estudiants voluntaris. Va dedicar la resta de la seva vida a treballar amb les àmfores, realitzant un registre de més de 100.000 peces.
El 1989, l'Institut Arqueològic d'Amèrica li va concedir la medalla d'or a l'assoliment arqueològic distingit (Gold Medal Award for Distinguished Archaeological Achievement).
Va morir a Atenes el 22 maig de 1994 al 93 anys. Va ser traslladada a Nova York i enterrada al cementiri de Cold Spring Harbor.

## Obres
- Grace, Virginia. Standard Pottery Containers of the Ancient Greek World (en anglès), 1949.
- Grace, Virginia. Amphoras and the Ancient Wine Trade (en anglès).  Agora Picture Book, 1962.
- Grace, Virginia. The Stamped Amphora Handles Found in the American Excavations in the Athenian Agora 1931-1932: A Catalogue Treated as a Chronological Study (en anglès), 1976.